# Billie Myers
Billie Myers (Coventry, 14 giugno 1971) è una cantautrice britannica.

## Biografia
Billie Myers viene scoperta in un nightclub dal produttore Peter Q. Harris che le fa ottenere un contratto con la Universal Music, con la quale nel 1997 registra il suo primo album Growing, Pains. Il suo primo singolo Kiss the Rain ottiene un notevole successo: dopo essere apparso nel telefilm Dawson's Creek, entra nella top ten britannica.
Nel giugno 2000 viene pubblicato il secondo album Vertigo, che ottiene un discreto successo negli Stati Uniti e soprattutto il remix dance del singolo Am I Here Yet? diventa una hit nelle discoteche. Nel 2009 esce il suo terzo album Tea & Sympathy.

## Discografia

### Album
- 1997 – Growing, Pains
- 2000 – Vertigo
- 2009 – Tea & Sympathy

### Singoli
- 1997 – Kiss the Rain
- 1998 – Tell me
- 1999 – You Send Me Flying
- 1999 – It All Comes Down to You
- 2000 – Am I Here Yet?
- 2000 – Should I Call You Jesus?
- 2005 – Just Sex
- 2009 – I Hope You're Happy Now
- 2010 – Wonderful